# Медвенка (приток Москвы)
Ме́двенка — река в России, протекает в Одинцовском городском округе Московской области. Правый приток Москвы-реки.
Длина реки составляет 11 км, площадь водосборного бассейна — 46,4 км². Берёт начало на заболоченном лугу у села Перхушково, недалеко от платформы Жаворонки Белорусского направления Московской железной дороги. Течёт на север, пересекает Можайское и Рублёво-Успенское шоссе.
Впадает в Москву-реку в 243 км от её устья, у села Усово. Равнинного типа, питание преимущественно снеговое. Замерзает обычно в середине ноября, вскрывается в середине апреля:7—8. Приток — река Закза. Вдоль течения реки расположены населённые пункты Жаворонки, Калчуга, Перхушково, Никольское, Лапино, Солослово, Лызлово, Большое Сареево и Малое Сареево.
По данным Государственного водного реестра России, относится к Окскому бассейновому округу. Речной бассейн — Ока, речной подбассейн — бассейны притоков Оки до впадения Мокши, водохозяйственный участок — Москва от города Звенигорода до Рублёвского гидроузла, без реки Истры (от истока до Истринского гидроузла).